# لسلس بارنت
لسلس بارنت (انگلیسی: Leslie Barnett؛ زاده ۲۰ اکتبر ۱۹۲۰ درگذشته ۱۰ فوریهٔ ۲۰۰۲) یک زیست شناس اهل بریتانیا بود.